# Maçanet de la Selva
Maçanet de la Selva is een gemeente in de Spaanse provincie Girona in de regio Catalonië met een oppervlakte van 46 km². Maçanet de la Selva telt 6.819 inwoners (1 januari 2016).

## Demografische ontwikkeling
Bron: INE, 1857-2011: volkstellingen
Opm.: In 1857 werd de gemeente Martorell de la Selva aangehecht